# Observatorio Yerkes
El Observatorio Yerkes es un observatorio astronómico estadounidense instalado en Williams Bay, Wisconsin, perteneciente a la Universidad de Chicago. Fue financiado por el magnate Charles Tyson Yerkes (1837-1905), cuyo cuerpo está enterrado en la base del soporte de la montura del telescopio principal.

## Historia
Cuando el astrónomo George Ellery Hale llegó a la Universidad de Chicago, su presidente era el joven William Rainey Harper, conocido niño prodigio (se doctoró a los 18 años), a quien convenció de la necesidad de construir un nuevo observatorio en las inmediaciones de su universidad: eligieron una ubicación situada en Lake Geneva, a la que se desplazó el astrónomo S. W. Burnham para comprobar sus condiciones de visibilidad. Después de distintas pruebas satisfactorias, les comunicó que pese a la poca altura sobre el nivel del mar, la visión y calidad óptica del cielo era excelente para sus propósitos.
Las obras, que serían financiadas por el millonario Yerkes, comenzaron poco después: el edificio principal, que albergaría el mayor refractor del mundo, fue construido por el arquitecto de la propia universidad Henry Ives Cobb, quien eligió un estilo de la Roma clásica para la estructura que sería fabricada con ladrillo pardo “romano”, adornado con ornamentos de terracota gris. Cubriendo el telescopio y las demás instalaciones se construiría una inmensa cúpula metálica de 92 pies (30 metros) de diámetro, la mayor del mundo en su época, otra obra de ingeniería en sí misma.
El ensamblado del telescopio y la montura se efectuó en Cleveland, Ohio, obra de la afamada firma “Warner & Swasey Company”; la lente de 101 cm de diámetro fue fundida por la prestigiosa fábrica óptica norteamericana "Alvan Clark & Sons" siendo pulida por el propio Alvan Graham Clark, junto con su equipo, quienes la transportaron a Williams Bay en un tren especial el 19 de mayo de 1897. Al día siguiente fue instalada en el tubo del telescopio, una gigantesca estructura metálica reforzada de 62 pies (20.5 metros) de longitud capaz de moverse en cualquier dirección sin esfuerzo gracias a su equilibrada montura estilo “alemán”.
Durante las primeras pruebas, mientras la óptica se asentaba y recibía los últimos ajustes finos, el propio Barnard descubrió una nueva estrella en las inmediaciones de Vega: era su primer éxito.
El 25 de mayo, en un tren especialmente fletado para el evento, llegaron las principales autoridades, directivos y amigos de la universidad con motivo de la inauguración de las nuevas instalaciones; mientras el óptico Clark se marchaba a su fábrica, completamente satisfecho de su logro (construir el mayor telescopio refractor del mundo), el ambiente de fiesta aumentaba en el observatorio e instalaciones anexas.
En la noche del 28 de mayo el propio Hale estuvo observando con el telescopio hasta la medianoche, momento en el que fue sustituido por Edward Emerson Barnard y su asistente quienes estuvieron estudiando la nebulosa M17; al terminar dejaron la plataforma de observación (una estructura circular capaz de elevarse, que formaba el falso “suelo” del observatorio) en su máxima altura, 11.5 metros sobre el nivel del piso, para que al siguiente día los técnicos pudiesen trabajar cómodamente en ella. Esa misma noche la estructura se derrumbó: uno de sus gruesos cables de acero cedió, con lo que la pesada plataforma se vino abajo; afortunadamente nadie sufrió daños. La ceremonia de inauguración tuvo que retrasarse varios meses: finalmente, el día 21 de octubre de 1897, pudo efectuarse sin incidentes; setecientos invitados, catedráticos, políticos, benefactores de la universidad y numerosos curiosos asistieron a la primera luz del telescopio.
Gracias a su diámetro y potencia se han podido efectuar estudios planetarios, estelares y cosmológicos de gran importancia.
En el observatorio Yerkes trabajaron muchos de los más importantes astrónomos, astrofísicos y cosmólogos del siglo XX, por ejemplo Barnard, Edwin Hubble o el propio Hale, entre otros muchos.